# 京都府道566号西舞鶴停車場線
京都府道566号西舞鶴停車場線（きょうとふどう566ごう にしまいづるていしゃじょうせん）は、京都府舞鶴市を通る一般府道である。

## 概要
舞鶴市字伊佐津から舞鶴市字引土に至る。
西舞鶴地区の表玄関である駅前通りである。

### 路線データ
- 起点：舞鶴市字伊佐津（JR西日本舞鶴線・京都丹後鉄道宮舞線 西舞鶴駅前）
- 終点：舞鶴市字引土（西舞鶴駅前交差点、国道27号交点、京都府道66号志高西舞鶴線終点）

## 地理

### 通過する自治体
- 舞鶴市

### 交差する道路
| 交差する道路                               | 交差する場所 | 交差する場所            |
| ------------------------------------------ | ------------ | ----------------------- |
| 国道27号 / 折原通 京都府道66号志高西舞鶴線 | 字引土       | 西舞鶴駅前交差点 / 終点 |

### 沿線
- JR西日本舞鶴線・京都丹後鉄道宮舞線 西舞鶴駅
- 京都交通 西舞鶴駅前バスターミナル
- 舞鶴グランドホテル
- 土井ビル
  - 福井銀行 舞鶴支店
  - 三井住友海上火災保険 舞鶴支社
  - 損害保険ジャパン 舞鶴支社
  - ニチイ学館 舞鶴支店
  - 日本エレベーター製造 舞鶴出張所
- 舞鶴ヤサカビル
  - 全労済 京都本部・北部支所
- 舞鶴ショッピングプラザさとう
- ミスタードーナツ 西舞鶴店